# Ciboria betulae
Ciboria betulae är en svampart som först beskrevs av Woronin ex Navashin, och fick sitt nu gällande namn av W.L. White 1941. Ciboria betulae ingår i släktet Ciboria och familjen Sclerotiniaceae.  Arten är reproducerande i Sverige. Inga underarter finns listade i Catalogue of Life.